# 마루가메번
마루가메번(丸亀藩)은 사누키국 (가가와현)의 서부를 영토로 하며, 마루가메성 (현 마루가메시)을 본성으로 한 번이다. 번주는 이코마가, 야마자키가, 교고쿠가 순으로 이어져, 각각 번주의 독특한 성하 마을을 형성하고 폐번치현을 맞이했다.
또한, 이코마가는 다카마쓰성을 본성으로하여, 사누키 일국을 차지하였기 때문에 이코마가가 영위한 세이산(사누키국의 서부)을 마루가메번이라고 부르기엔 적합하지 않다고 생각되지만, 현재는 그 무렵에도 마루가메번 역사의 일부로 언급되는 경우가 많기 때문에 여기에도 포함된다.

## 번의 역사
| 서력        | 연호        | 내용 |
| ----------- | ----------- | --- |
| 1587        | 덴쇼 15년   | 사누키국에 오다 노부나가와 도요토미 히데요시 밑에서 공을 세운 이코마 지카마사가 번주로 봉해짐 |
| 1597        | 게이초 2년  | 가메야마에 마루가메성을 쌓기 시작함 |
| 1602        | 게이초 7년  | 마루가메성이 완성, 지카마사의 적자인 이코마 가즈마사가 거성으로 삼음 |
| 1615        | 겐나 원년   | 하리마국 아코번의 사람이 소금가게에 와서 제염업을 시작, 일국일성령에 의해 마루가메성은 해체 명령을 받음 |
| 1640        | 간에이 17년 | 이코마 소동으로 이코마씨는 개역을 당함 |
| 1641        | 간에이 18년 | 야마자키 이에하루가 히고국 도미오카번에서 세이산에 입봉하여, 마루가메성을 본성으로하여 마루가메번이 됨. 이코마씨의 개역에서 야마자키씨 입봉까지 사누키국은 이웃나라 이요국의 사이조번, 오즈번, 이마바리번의 분할통치를 받았다. |
| 1642        | 간에이 19년 | 마루가메성의 개수에 착수, 거의 현재의 세력권이 된다. |
| 1658        | 만지 원년   | 야마자키씨는 3대만에 가계 단절이 되어 개역이 되고, 야마자키씨를 대신해 교고쿠 다카카즈가 하리마국 다쓰노번에서 입봉한다 |
| 1660        | 만지 3년    | 현재의 마루가메성 천수가 완성된다 |
| 1670        | 간분 10년   | 마루가메성 오오테 1문, 2문을 남쪽에서 북쪽으로 이축한다. |
| 1688        | 조쿄 5년    | 시모카나쿠라촌(下金倉村) 중주에 별저를 지어 만상원이라 이름짓다 |
| 1694        | 겐로쿠 7년  | 교고쿠 다카미치에게 다도쓰 1만석을 나누어 다도쓰번이라 한다 |
| 1705        | 호에이 2년  | 첫 한사쓰(藩札)를 발행하다 |
| 1781 ~ 1788 | 덴메이 연간 | 부채의 제조가 번사의 부업으로 활발이 장려된다 |
| 1794        | 간세이 6년  | 번학교 정명관(正明館)을 창립하다 |
| 1838        | 덴포 9년    | 곤피라카이도의 하나인 마루가메카이도의 기점의 표시로서, 에도에 사는 사람들의 정재로, 태조등이 만들어진다 |
| 1858        | 안세이 5년  | 세이산후시가 완성되다 |
| 1871        | 메이지 4년  | 폐번치현으로 마루가메현이 되다. |

## 번의 정치
마루가메번은 고토히라궁(金刀比羅宮)으로 가는 참배길인 마루가메카이도, 다도쓰카이도의 기점을 가지고 있었으며, 참배객을 상대로 한 관광업은 번 재정을 크게 윤택하게 해주었다.
막말이 되어 재정이 빈곤해지자, 에도 말단 번사들에게 근처에 저택을 짓고있던 오무라번 번사들에게 부채 만드는 법을 배우게 하고, 고향에 돌아와 부업으로 만들게하여 곤피라 참배의 기념품으로 파는 등의 대책을 세워 재정을 다시 새웠다. 그 후, 부채 만들기는 일반 마을 주민에게도 퍼지기 시작해 마루가메의 명물이 된다.

## 역대 번주

### 이코마가
도자마 고쿠다카 : 17만 3천석
1. 지카마사 (親正)
2. 가즈마사 (一正)
3. 마사토시 (正俊)
4. 다카토시 (高俊)

### 야마자키가
도자마 고쿠다카 : 5만석
1. 이에하루 (家治)
2. 도시이에 (俊家)
3. 하루요리 (治頼)

### 교고쿠가
도자마 고쿠다카 : 6만석 → 5만 1천석
1. 다카카즈 (高和)
2. 다카토요 (高豊)
3. 다카모치 (高或) - 이복 서형(庶兄) 다카미치의 다도쓰 영지 분봉에 의한 5만 1천석으로 삭감.
4. 다카노리 (高矩)
5. 다카나카 (高中)
6. 다카아키라 (高朗)
7. 아키유키 (朗徹)

## 지번
- 다도쓰번

## 막말의 영지

### 마루가메번령
- 사누키국
  - 도요타군 - 46개 마을
  - 미노군 중 32개 마을
  - 나카군 중 23개 마을
  - 우타리군 중 1개 마을
  - 다도군 중 9개 마을
- 오미국
  - 가모군 중 2개 마을 (오쓰현 (현재의 시가현)에 편입)
  - 사카타군 중 2개 마을 (오쓰현 (현재의 시가현)에 편입)
- 하리마국
  - 잇토군 중의 6개 마을
  - 잇사이군 중의 22개 마을

### 다도쓰번령
- 사누키국
  - 미노군 중 5개 마을 (오미, 마쓰자키, 고다, 하카타, 가미노무라)
  - 다도군 중 15개 마을 (다도쓰, 도후쿠지, 쇼, 미쓰이, 호리에, 히가시시라카타, 아오키, 야마시나, 오쿠시라카타, 니시시라카타, 미나미가모, 기타카모, 신마치, 구즈하라, 히도노무라)

## 같이 보기
- 폐번치현